# Prodasineura huai
Prodasineura huai är en trollsländeart som beskrevs av Zhou 2007. Prodasineura huai ingår i släktet Prodasineura och familjen Protoneuridae. Inga underarter finns listade i Catalogue of Life.